# Michael Trieb

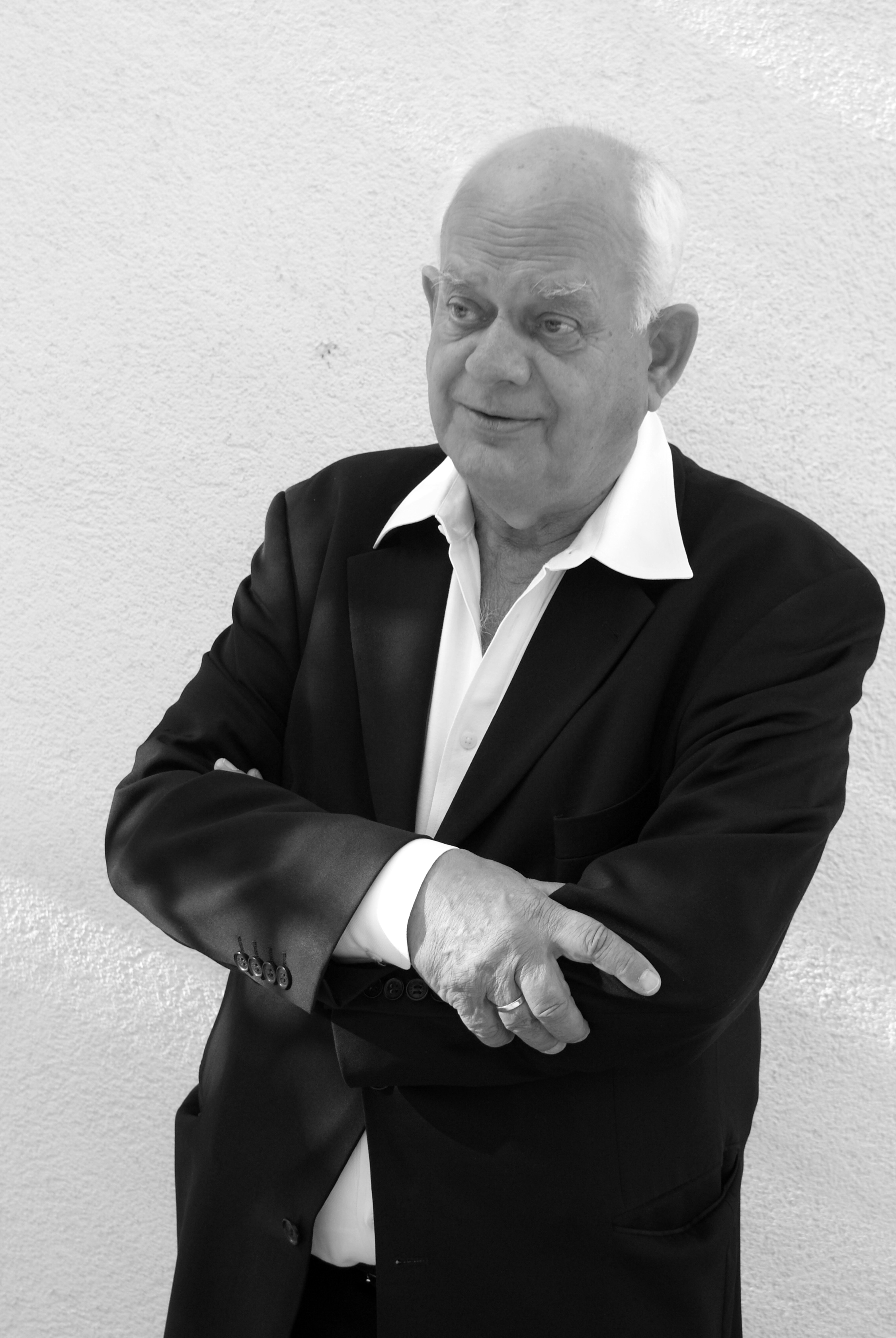
Michael Trieb

Michael Trieb (* 27. Dezember 1936 in Berlin; † 25. Januar 2019 in Stuttgart) war ein deutscher Architekt, Stadtplaner (Vereinigung für Stadt-, Regional- und Landesplanung) und Hochschullehrer. Er war Leiter des Fachgebietes Stadtgestaltung am Städtebau-Institut der Universität Stuttgart und Geschäftsführender Gesellschafter der ISA Gruppe - ISA Internationales Stadtbauatelier.

## Leben
Michael Trieb studierte Architektur und Stadtplanung an der Technischen Universität Stuttgart und bestand dort 1964 die Diplom-Hauptprüfung. Parallel zu seiner akademischen Ausbildung arbeitete er von 1959 bis 1964 als Projektleiter an städtebaulichen Planungen in Paris und an architektonischen Bauaufgaben in Stuttgart. Von 1964 bis 1967 war er als Architekt Partner in der Architektengemeinschaft BTW Brunnert, Trieb und Wössner tätig. Von 1967 bis 1971 arbeitete er als Assistent des Stadtplaners und als Bezirksplaner im Stadtplanungsamt der Stadt Stuttgart. Von 1971 bis 1979 war er Partner im Planungsbüro URBA. Er promovierte 1972 über das Thema Stadtgestaltung und habilitierte sich 1975 für das Fach Stadtgestaltung und Stadtentwicklungsplanung. Ebenfalls seit 1971 war Michael Trieb Lehrbeauftragter, Universitätsdozent und ab 1976 a.o. Professor am Städtebau-Institut der Universität Stuttgart, bis er dort 1979 als Professor für Stadtgestaltung und Stadtentwicklungsplanung berufen wurde. Das Planungsbüro Stadtbauatelier gründete er 1979. Im Jahr 2007 entwickelte sich aus diesem Büro der interkulturelle Think and Act Tank ISA Internationales Stadtbauatelier.

## Werk

### Forschung
Inhaltliche Schwerpunkte der Arbeiten von Michael Trieb in der Forschung beruhen auf anthropozentrischen, d. h. vom Menschen ausgehenden Grundsätzen für die Stadtplanung und die Stadtgestaltung (Human Centered Design).
- Stadtphilosophie Untersuchung der materiellen und immateriellen Aspekte einer Stadt und Entwicklung einer ganzheitlichen, zeitgemäßen Stadtphilosophie auf der Grundlage eines pragmatischen Menschenbildes.[3]

- Stadtentwicklungsplanung Praktische Konsequenzen dieser Stadtphilosophie für Stadtentwicklung, Stadtsteuerung und Stadterneuerung als anthropozentrische Grundlage der Ziele, Mittel und Instrumente der Stadtentwicklungsplanung.[4][5]

- Stadtgestaltung Etablierung der Stadtgestaltung als eigenes Arbeitsfeld der Stadtplanung; Entwicklung und Anwendung eines Modells der Wahrnehmung und des Entwurfes der Stadtgestalt und des Stadtbildes.[6][7][8]

- Stadtarchitektur Arbeit an der Stadtarchitektur als ganzheitliche Entwurfsaufgabe, analog zur Gebäudearchitektur. Analyse ihrer „Bausteine“ und der Kompositionsprinzipien der Stadtarchitektur, sowie ihre Anwendung von der städtebaulichen Entwurfsidee bis zur Gestaltungssatzung.[9][10][11]

- Stadtplanung Transparenz der Planung durch bildhafte, allgemeinverständliche Darstellungen für Bürger, Planer und Entscheidungsträger zur Nachvollziehbarkeit von Planungsprozessen und ihren Ergebnissen.[12]

Im Sinne schrittweiser, angewandter Forschung versucht Michael Trieb einerseits, die theoretisch entwickelten Gedanken auch in Publikationen und wissenschaftlichen Vorträgen zur Diskussion zu stellen. So auch als Key Speaker auf wissenschaftlichen Kongressen. Andererseits bemüht er sich immer, diese Erkenntnisse bei konkreten Aufgaben in der kommunalen Praxis zu überprüfen, wie z. B. in Deutschland, Brasilien, Chile, Korea und China. So stellen Veröffentlichungen, Vorträge und Projekte in der Praxis bewusste Einzelschritte bei der Suche nach einem Ganzen dar.

### Praxis
Trieb war als Architekt, Städtebaulicher Berater, Preisrichter, und praktizierender Stadtplaner für die Öffentliche Hand tätig. Städtebaulicher Berater war er u. a. für verschiedene deutsche Landesregierungen im Bereich Städtebauförderung und Stadtgestaltung sowie für die Stadtentwicklung von Mekka und Medina im Auftrag der Saudi-Arabischen Regierung tätig. Außerdem war er Mitglied der Guangzhou Urban Planning Commission.
Preisrichter in zahlreichen Preisgerichten war er in Deutschland, Frankreich, Vietnam, Korea und China.
Als praktizierender Stadtplaner bearbeitete er Aufgaben aus dem ganzen Spektrum der Regional- und Stadtplanung, u. a. für die Städte Stuttgart, Heilbronn, Ulm, Würzburg, Jena, Potsdam, Stralsund, Lübeck und Flensburg, Paris, Cergy-Pontoise, Salvador da Bahia, Santiago de Chile und Talcahuano, Seoul sowie u. a. für die chinesischen Städte Peking, Schanghai und Guangzhou.

## Schriften und Vorträge
Michael Trieb publizierte zahlreiche Bücher und Schriften zu Stadtplanung, Stadtentwicklungsplanung und Stadtgestaltung und hielt Vorträge auf Kongressen und Symposien.
Bücher (Auswahl)
- Stadtgestaltung – Theorie und Praxis. In: Bauwelt-Fundamente. Band 43. Bertelsmann Verlagsgruppe, Düsseldorf 1974, ISBN 3-570-08643-7.
- mit A. Markelin (Hrsg.): Mensch und Stadtgestalt. Beiträge zu Aufgaben und Problemen der Stadtgestaltung. Deutsche Verlags-Anstalt, Stuttgart 1974, ISBN 3-421-02360-3.
- mit A. Markelin (Hrsg.): Stadtbild in der Planungspraxis. Stadtgestaltung vom Flächennutzungsplan bis zur Ortsbausatzung als Element der kommunalen Arbeit. Deutsche Verlags-Anstalt, Stuttgart 1976, ISBN 3-421-02489-8.
- mit A. Schmidt, S. Paetow, F. Buch, R. Strobel (Hrsg.): Erhaltung und Gestaltung des Ortsbildes. Denkmalpflege, Ortsbildplanung und Baurecht. Kohlhammer Verlag, Stuttgart / Berlin / Köln u. a. 1985, ISBN 3-17-008936-6.
- mit S.-J. Lee, Y. Zhang und D. Leyh (Hrsg.): Stadtbauatelier. The Work of Stadtbauatelier in Asia. China Electronic Press, Beijing 2005, ISBN 7-5083-3811-1.
- mit S.-J. Lee, Y. Zhang und D. Leyh (Hrsg.): Learning from two cultures-Urban Development, Renewal, Preservation and Management in Europe and Asia. China Architecture & Building Press, Peking 2014, ISBN 978-7-112-15052-6.

Schriften (Auswahl)
- Rahmenplan zur Stadtgestaltung – Beispiel Leonberg. In: Stadtbauwelt. 41, Bertelsmann Verlag, Berlin 1974.
- L`architecture de la ville et l `espace public. In: Icomos Monumentum. Vol. XVIII-XIX, Paris 1979.
- Stadtgestalt – Lebensraum für Menschen. In: Innenministerium Baden-Württemberg (Hrsg.): Stadtgestalt und Architektur Städtebauliches Kolloquium. Stuttgart 1981.
- Stadtgestalt und Stadtgestaltung. In: DISP. Nr. 63 Institut für Orts-, Regional- und Raumplanung ETH Zürich 1981.
- als Hrsg.: Stadtgestaltung – Aufgaben für Morgen. Städtebauliches Fachgespräch am 27. August 1982 an der Universität Stuttgart, Band 40 von Arbeitsbericht, Stuttgart 1982.
- mit A. Schmidt: Dorfgestaltung im Schwarzwald - Hinweise zum Entwurf regionaler Dorfarchitektur. In: Dorfentwicklung - Beiträge zur funktionsgerechten Gestaltung der Dörfer. Hrsg. vom Ministerium für Ernährung, Landwirtschaft, Umwelt und Forst Baden-Württemberg, Stuttgart 1982.
- als Hrsg.: Städtebauliche Erneuerung und Stadtgestaltung in Baden-Württemberg. Forschungsbericht SI Universität Stuttgart im Auftrag des Innenministeriums Baden-Württemberg 1986.
- Les espaces urbains: le traitement des espaces urbaines a Lübeck et a Mölln. In: Permanence et Actualites des Bastides – Les cahiers de la section francaise de L`ICOMOS. Montauban 1987.
- Gestaltungsprinzipien im Stadtbild. In: Gestalteter Lebensraum: Gedanken zur örtlichen Raumplanung - Festschrift für Friedrich Moser. Picus, Wien 1987, ISBN 3-85452-105-7.
- J. Winter, J. Mack (Hrsg.): Stadtästhetik als soziale Aufgabe. In Herausforderung Stadt – Aspekte einer Humanökologie. Frankfurt am Main / Berlin 1988.
- Urban Planning. In Korean Architect, Korean Institute of registered architects. Juni 1992.
- Cities from an ecological viewpoint – Environment and Cities. Seoul 1992 (Korean Institute of Registered Architects)
- The Balance between Continuity and Change – A Challenge for the historical building as well as for the historical city. In: National Cheng Kung University (Hrsg.): Conservation and Reuse of Historical Buildings International Symposium. Khaohsiung/tw 1995.
- Stadtwege –Zufallsgestalt oder Gestaltungsaufgabe. In: Der Architekt. –BDA 1995, ISSN 0003-875X
- mit E.Hörmann (Hrsg.): Grundlagen des Stadtgestalterischen Entwerfens. Ein Seminarbericht des Städtebau-Institutes der Universität Stuttgart. 14. Auflage. Stuttgart 1995.
- Metamorphosis of Traditional Life Style in Modern Housing Culture. In: Korean Landscape Architecture. 6/1997
- als Hrsg.: Architektur und Weltanschauung. Ein Seminarbericht des Städtebau-Institutes der Universität Stuttgart. Stuttgart 2000.
- Ziele, Konzepte, Realitäten. In: H. Bott, E. Uhl: Perspektiven des Urbanen Raumes. IZKT Universität, Stuttgart 2004.
- From Philosophy to Practice – Protection, Renewal and Development of Cities. In: Stadtbauatelier. Peking 2006.

Vorträge (Auswahl)
- 2000 Szene Stadtraum – Orte zum Leben: Wege, Gassen, Strassen, Boulevards und Plätze. Stralsund
- 2009 Vom Wirtschaftswunder zur Lebensqualität – Stadtentwicklung durch Stadtsteuerung und Stadterneuerung. Peking
- 2010 Erfahrungen von heute – Bausteine für Morgen : Green Buildings – Bausteine einer nachhaltigen Stadtentwicklung. Shanghai.
- 2010 From Design to Urban Design – Urban Design as a sustainable task in City Planning. Huangzhou.
- 2011 Schein oder Sein – Was prägt die Identität einer Stadt? Gebaute Strukturen oder Events und Aktionen? Esslingen am Neckar.
- 2011 Internationale Städtebau- und Architekturprojekte – Erfahrungen aus Forschung und Praxis in Asien am Beispiel der Städte Seoul/Korea und Kanton (Guangzhou)/China. Siegen
- 2011 Man is the City – Experiences from ten years of urban planning in China and other asian countries, Lanzhou Humboldt College, Lanzhou
- 2012 Stadt als Traum – Sichtbare und unsichtbare Stadtvisionen vom himmlischen Jerusalem bis zum kosmischen Peking. Jahrestagung der deutschen Stadthistoriker, Stuttgart
- 2012 The Relationship between Population Policy and Urban Planning –Actual Developments, Problems, Theoretical Concepts and Practical Applications on the Way to Sustainable Human Cities. Macao.
- 2013 From Economic Miracle to Quality of Life - Experiences of urban regeneration and urban management in Germany. In: Stadtbauatelier Kolloquium und Ausstellung: Learning from the Past, Planning for the future. Peking 2013.

## Planungen
Architektur und öffentlicher Raum
- 1963–65 Sindelfingen - Industriegebäude für IBM, Horten und Zellstoff-Waldhof
- 1976 Reutlingen - Städtebaulichen Konzept und Gebäudeentwurf für die Einpassung eines Kaufhauses (Osiander) in die Altstadt
- 1981 Ludwigsburg – Fernmeldegebäude der Deutschen Bundespost, Planung und Realisierung
- 1986 Heilbronn – Entwurf und Werkplanung für die Südwestliche Innenstadt: Deutschhofplatz, Kirchenplatz, Neckarufer, Kirchbrunnenstraße (mit Seog-Jeong Lee)
- 2001 Stuttgart – Neugestaltung des Hölderlinplatz, Planung und Realisierung

Stadt- und Regionalplanung
(Inhaltlich und methodische Schlüsselprojekte)
- 1973 Leonberg - Stadtbildrahmenplan
- 1974 Lübeck – Stadtbildplanung für die Innenstadt
- 1979 Ludwigsburg – Stadtbildrahmenplanung Innenstadt
- 1981 Rendsburg – Rahmenplanung für die Innenstadt „Altstadt“ und „Neuwerk“
- 1990 Potsdam – Stadtentwicklungsplanung, denkmalpflegerischer und stadtgestalterischer Schwerpunkt
- 1993 Talcahuano – Stadtentwicklungsplanung für die Gesamtstadt, Entwicklung einer Arbeitsmethode
- 1993 Santiago de Chile –Imagen Urbana y Plan Seccional de Parque de los Reyes
- 1997 Neubrandenburg - Stadtbildplanung
- 2000 Esslingen am Neckar - Neugestaltung der Bahnhofsstraße
- 2003 Shanghai - Planung einer neuen Stadt und Gestaltungsrichtlinien für Chengqiao New Town in Shanghai (mit Dita Leyh, Yajin Zhang und Seog-Jeong Lee (ISA), Shanghai Urban Planning & Design Research Institut, Bertrand Warnier, Paris und Gunter Kölz, Stuttgart)[13]
- 2001 Konstanz - Bebauungsplan für den Gewerbepark Konstanz-Stromeyersdorf
- 2003 Shanghai – Regionalplanung und Planung der neuen Stadt “Chenjiazhen” auf Chonming Island (mit Yajin Zhang)
- 2003 Shanghai – Stadterneuerung für den Fuxing Island Distrikt (mit Yajin Zhang)
- 2005 Kunming – Stadtentwicklungs- und Landschaftsplanung, Wettbewerb 1. Preis (mit Yajin Zhang)
- 2006 Rabat – Planung eines neuen Stadtteils (mit Seog-Jeong Lee und Baum Architects, Seoul)
- 2007 Seoul – Stadtentwicklungsplan des Viertels Gangseo Gu (mit Seog-Jeong Lee, Dita Leyh, Philipp Dechow und HPC Hamburg und Körting Ingenieure)
- 2008 Datong – Masterplan für die östliche Stadterweiterung (mit Dita Leyh und Yajin Zhang)
- 2011 Sindelfingen – Stadtbildplanung für die Gesamtstadt (mit Dita Leyh)
- 2014 Taif - Planung der New Town und Airport City New Taif City (NTC), (mit Dita Leyh und Yajin Zhang)

Dazu kommen zahlreiche Projekte, für die Michael Trieb im Stadtbauatelier, bzw. im ISA Internationales Stadtbauatelier die Mit- und verantwortung getragen hat.

## Mitgliedschaften
- AKBW - Architektenkammer Baden-Württemberg Stuttgart
- SRL – Vereinigung für Stadt-, Regional- und Landesplanung Berlin[14]
- GUPC - Guangzhou Urban Planning Commission der Stadt Guangzhou (Kanton)